# 10634 Pepibican
10634 Pepibican è un asteroide della fascia principale. Scoperto nel 1998, presenta un'orbita caratterizzata da un semiasse maggiore pari a 2,4901267 au e da un'eccentricità di 0,0154287, inclinata di 4,89195° rispetto all'eclittica.
L'asteroide è dedicato al calciatore austriaco naturalizzato cecoslovacco Josef Bican, detto Pepi.